# Klaus Huber (Redakteur)
Klaus Huber (* 2. April 1949 in Aigen im Mühlkreis) ist ein österreichischer Redakteur, Moderator, Mundartdichter und Heimatforscher.

## Leben und Wirken
Klaus Huber war von 1969 bis 1976 Sportjournalist bei den OÖN. 1970 bis 1974 studierte er Anglistik, Amerikanistik und Slawistik an der Universität Salzburg und war danach Englisch- und Russisch-Professor an Linzer Gymnasien. Seit 1976 ist er beim ORF Oberösterreich Mitarbeiter in der Sportredaktion, ab 1981 im aktuellen Dienst und ab 1994 Leiter der Abteilung Volkskultur. Weiters war Huber langjähriger Radio- und Fernsehmoderator (z. B. Oberösterreich heute).
Huber initiierte zahlreiche Veranstaltungen im Bereich Volkskultur. Weiters war er u. a. Landesvorstand der OÖ Freilichtmuseen, des OÖ Volksbildungswerks und Fachbeirat der Akademie der Volkskultur. Er ist künstlerischer Leiter des Amstettner und des Zipfer Advents sowie Präsident des Stelzhamerbundes.
Er verfasste zahlreiche Beiträge und Publikationen sowie Gedichte, Hirtenspiele und die 2014 in der Linzer Pöstlingbergkirche uraufgeführte Messe Missa Lingua Popularis – d’Mühlviatla Mundartmess’ (Musik: Wilfried Scharf).
Huber ist verheiratet und lebt in Gallneukirchen.

## Auszeichnungen
- Oö. Volkskulturpreis 2010
- Kulturmedaille des Landes Oberösterreich
- Titel Konsulent